# Трепівка
Тре́півка — село в Україні, у Суботцівській сільській громаді Кропивницького району Кіровоградської області. Населення становить 1302 осіб. Колишній центр Трепівської сільської ради.
Село розташоване за 30 км на південний захід від м. Знам’янки. Залізнична станція Трепівка Одеської залізниці. Неподалік від села розташоване заповідне урочище «Антоновицькі горби».

## Населення
Згідно з переписом УРСР 1989 року чисельність наявного населення села становила 1310 осіб, з яких 603 чоловіки та 707 жінок.
За переписом населення України 2001 року в селі мешкала 1301 особа.

### Мова
Розподіл населення за рідною мовою за даними перепису 2001 року:
| Мова       | Відсоток |
| ---------- | -------- |
| українська | 97,31 %  |
| російська  | 2,46 %   |
| білоруська | 0,08 %   |
| молдовська | 0,08 %   |

## Відомі люди
Уродженцем села є В. П. Крюченко (1926—1993) — Герой Радянського Союзу.